# ブルーストッキング

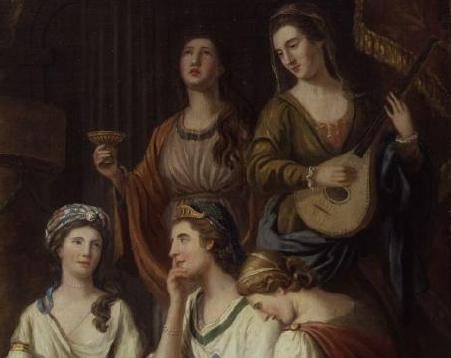
リチャード・サミュエルによるブルーストッキングの女性たちの肖像

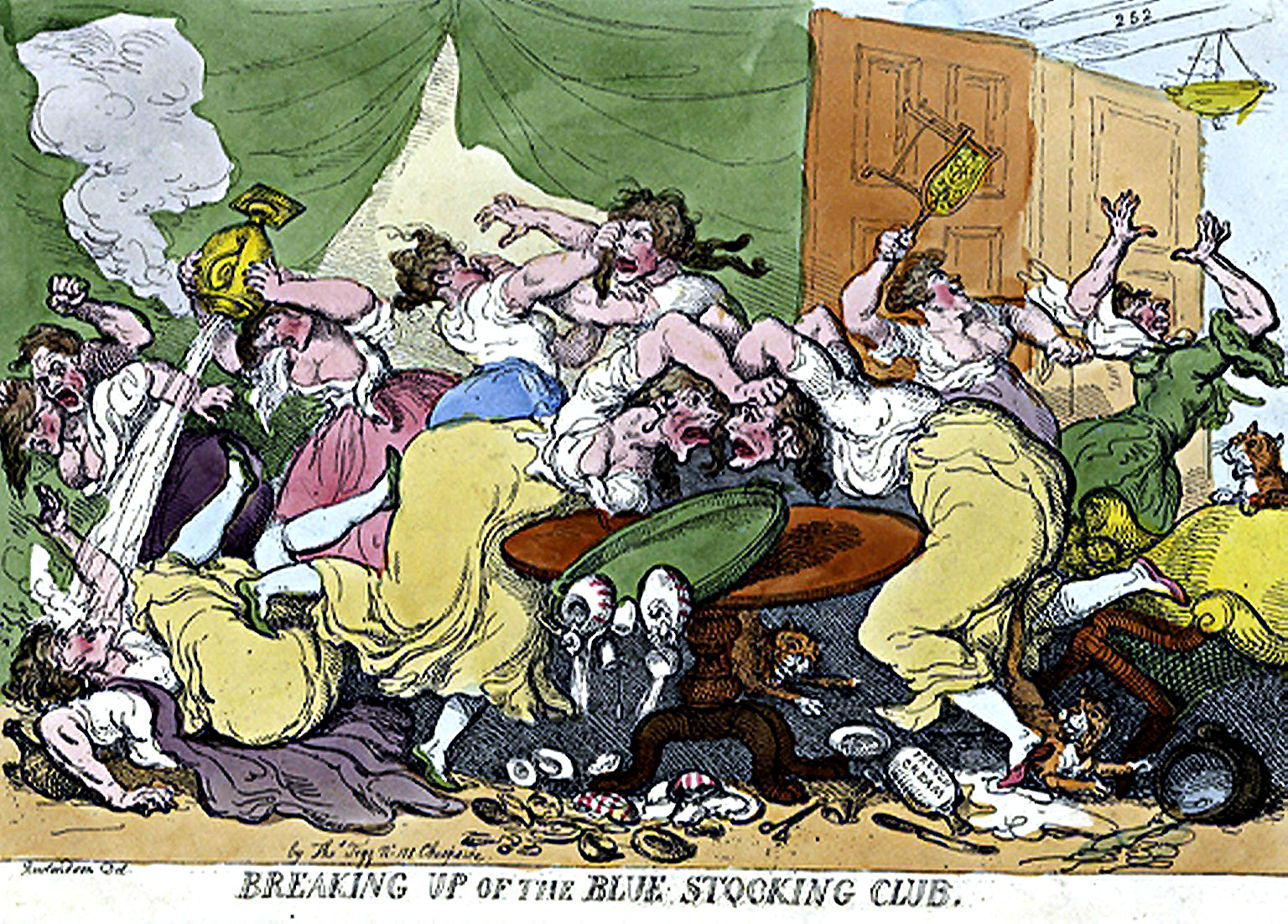
トマス・ローランドソンによるブルーストッキングの女性たちを描いたカリカチュア

ブルーストッキング（bluestocking, blue-stocking, blue stocking）とは、教養のある知的な女性を指す英語の言葉である。日本語では青鞜（せいとう）とも訳される。
元々は18世紀のイギリスで結成された上流婦人のグループであるブルー・ストッキングス・ソサエティの会員を指す言葉である。同会には、主催者で批評家のエリザベス・モンタギュー(1718–1800)のほか、エリザベス・ヴィージー(1715–1791)、ヘスター・シャポン(1727–1801)、古典学者エリザベス・カーター(1717–1806)などが含まれていた。次の世代にはヘスター・リンチ・ピオッツィ(1741–1821)、ハンナ・モア(1745–1833)、フランシス・バーニー(1752–1840)などが現れた。
この言葉は、今日ではより広く、文学やその他の知的な事柄に関心を示す女性たちを指す言葉として使われている。18世紀後半まで、この言葉は性別を問わず博識な人々に対して使われていた。その後、主として女性に対して使われるようになった。フランス語のbas bleuも同様である。その後、この言葉は否定的・軽蔑的な意味合いで用いられるようになった。

## 歴史
ブルー・ストッキングス・ソサエティは、1750年代のイングランドでエリザベス・モンタギューらが率いた文学結社である。夫の死後にその財産を相続したモンタギューは、この結社の中で特殊な地位を得ていた。これにより彼女は、自分の世界の中でより大きな権力を得ることができた。この結社は女性たちによって設立されたが、男女問わずイングランドの社交界の著名人が多く参加していた。その中には、ヘンリエッタ・マリア・バウドラー、エドマンド・バーク、サラ・フィールディング、サミュエル・ジョンソン、フランシス・パルトニーなどが含まれていた。
ブルー・ストッキングス・ソサエティという名前の由来についてよく言及されるのは、ベンジャミン・スティリングフリートという博物学者である。フランシス・バーニーの回想によれば、エリザベス・ヴィージーがスティリングフリートを会合に誘ったが、スティリングフリートは、フォーマルな絹の黒い靴下（ストッキング）ではなくインフォーマルな毛織の青い靴下しか持っていないとして固辞した。それに対しヴィージーは、「服装なんて気にしないで、ブルーストッキングを履いていらっしゃい」と答えたという。1870年、ヘンリー・D・ウィートリーは、モンタギューの結社が、スティリングフリートが着用していた青いストッキングにちなんで結社の名前を「ブルーストッキングス」と名付けたと述べている。
ウィリアム・ヘイズリットは、「ブルーストッキングは社交界で最も不愉快な人物である。彼女はどこにいても、卵の黄身のように底に沈み、汚物を持ち運ぶ」と述べている。
トマス・ムーアとチャールズ・エドワード・ホーンによる1881年のオペラ・コミック『M.P.』には"The Blue Stocking"の副題がついていた。この作品には、ブルーストッキングの女性たちをモデルにした「レディ・バブ・ブルー」(Lady Bab Blue)というキャラクターが登場する。

## その他の用法
1911年、日本で平塚らいてうの主導により女性向けの文芸雑誌『青鞜』が創刊された。この名前は「ブルーストッキング」を和訳したものである。この雑誌は、世論の反発や政府の検閲に遭いながらも、日本のフェミニストに創作と発言の場を提供したが、1916年に廃刊となった。宮本研は、青鞜社を舞台とした戯曲『ブルーストッキングの女たち』を書いた。
1999年、ニューヨーク、マンハッタンのロウアー・イースト・サイドにブルーストッキングスという書店が開店した。この書店名はブルー・ストッキングス・ソサエティに因んでつけられたもので、創業当初は女性のみにより運営されていた。